# Charles Rennie Mackintosh
Charles Rennie Mackintosh (Glasgow, 1868. június 7. – London, 1928. december 10.) skót építész, formatervező, akvarell festő és szobrász. Az Arts and Crafts movement kezdeményezője, az Art Nouveau nagy-britanniai térhódításának központi alakja.

## Élete
Született 1868. június 7-én, Glasgowban (Parson Street 70.), William és Margaret Mackintosh tizenegy gyermekes 
családjának negyedik gyermekeként. Fiatalon a Reid Iskolában és az Alan Glen Intézetben tanult. Elnyerte az Alexander Thomson Utazóhallgatói támogatást, melyet az ókori klasszikus építészet tanulmanyozasara alapítottak. 
Visszatérve a Honeyman and Keppie építészeti irodának dolgozott. Itt készült első nagy projektje, a Glasgow Herald Building, 1899-ben. 
A Glasgowi Művészeti Iskolában találkozott Margaret MacDonald művésztársával. "A négyek" néven munkacsoportot 
hoztak létre. 1902-ben összeházasodtak. Több  sikeres épületterv után, 1907-ben Mackintosh a Honeyman és Keppie üzleti partnere lett. Stílusa finomodott. A Scotland Street School terve, utolsó nagyobb építészeti feladata 1909-ben készült. A gazdasági nehézségek sok építészeti vállalkozást csődbe kényszerítettek. Mackintosh is kilépett a cégből és saját céget alapított, amit ugyancsak nehéz volt fenntartani. A család Suffolkba utazott kikapcsolódni. Itt készült sok vízfestménye. Egy évre rá tértek vissza, és Londonban telepedtek le. A festést és textiltervezést folytatták. Megbízást kapott W.J. Bassett-Lowke otthonának átalakításra 1916-ban. Ez volt utolsó építészeti és belsőépítészeti projektje. 
Pénzügyi nehézségek miatt 1923-ban Port-Vendres-be költöznek, dél-francia mediterrán partvidékre, olcsóbb és melegebb körülmények közé. Életének e békés fázisában készítette nagy építészeti és tájkép portfolióját. Két év múlva, csak betegség tudta őket visszakényszeríteni Londonba. Nyakrák és nyelvrák volt a diagnózis. Rövid kórházi tartózkodást pár hónapi otthoni 
lábadozás követte, majd ismét kórházi ápolásra szorult. 1928. december 10-én, 60 éves korában hunyt el. A Golders Green Krematóriumban van eltemetve, Londonban.

## Építészeti hatások

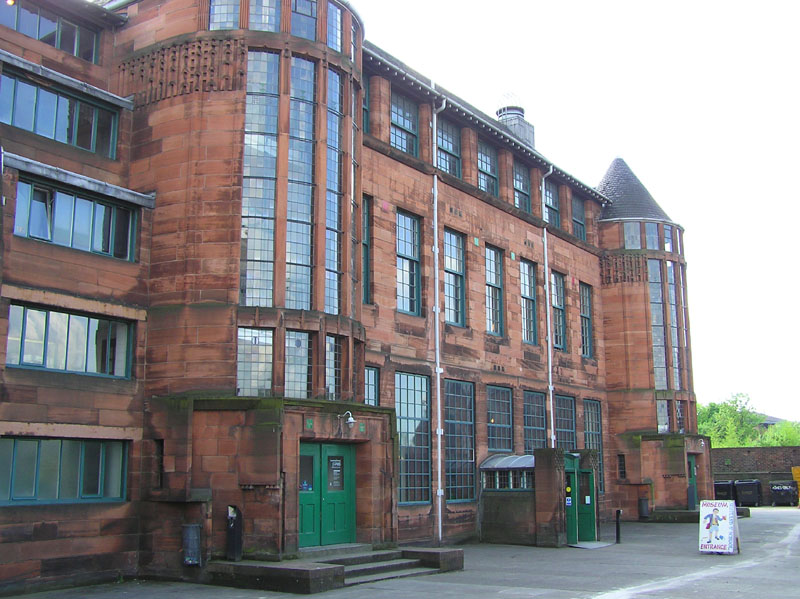
Scotland Street School, Glasgow

Élete nagy részét Glasgowban töltötte. Az ipari forradalom idején a város volt a hajógyártás és a nehéztervezés nagy
termelési központja. "Észak csillogó városa" néven nőtt és prosperált. A fogyasztási termékek és művészetek iránt fellépő nagy keresletre válaszolni kellett. A tömegtermékek váltak közkedveltté. Az ipari forradalommal párhuzamosan az ázsiai stílus és a feltörekvő modernista ideológia hatott Mackintosh tervezéseire. Japán elszigetelődési politikájának enyhülésével, a globalizáció jelentős japán hatást eredményezett mindenütt a világon. Glasgow kapcsolata különösen erősödött, mivel a Clyde folyó kikötőit japán tengerészeti és oktatómérnökök tanulmányozták. A japán tervezés ismertté és elismertté vált. A nyugat is átvette érdeklődéssel feledkezett bele az új hatásba, melyet Japonisme néven emlegettek.  

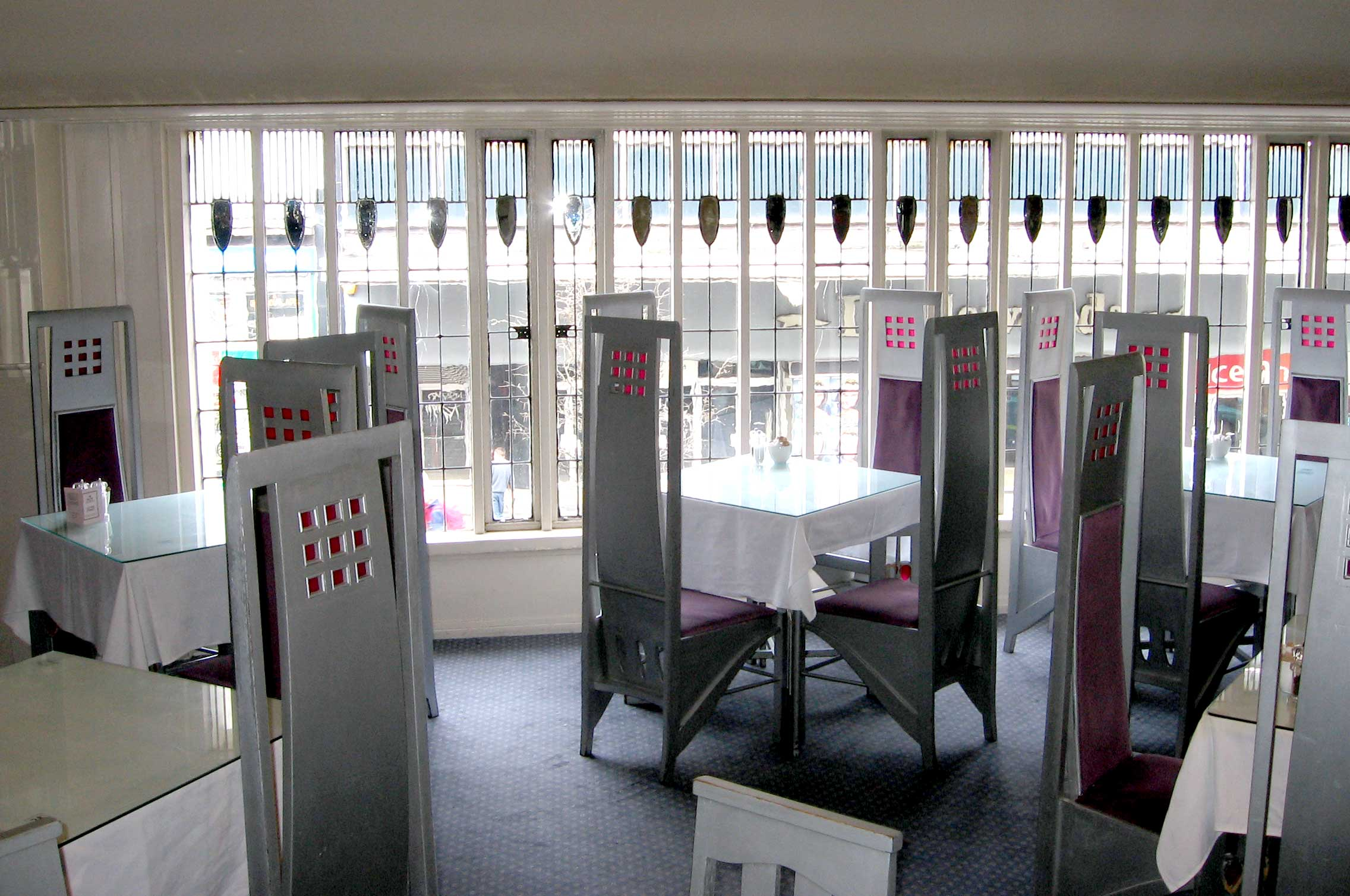
Willow Tearooms, Margaret Macdonald

Gazdaságos és visszafogott értékrendje, egyszerű formái, természetes anyagai és a mód, ahogy inkább a textúrákkal, azok fény-árnyék hatásával dolgoztak az ornamentika és a minták helyett, megragadták Mackintosh fantáziáját is. A japán művészet és tervezés a térélmény alakításával foglalkozott inkább, mely nyugodt és organikus érzetet adott a belső tereknek. 
Ugyanakkor új filozófia is terjedt Európában a funkcionalitás és praktikus tervezés jegyében. Ez az ún. modernizmus ideológiájában innovatív gondolatokat és új technológiákat kívánt alkalmazni. A tervezés a történelem és a tradíció helyett a jelenre és a jövőre koncentrált.  Elhagyták a nehéz ornamentikát és a megörökölt stílust. Bár Mackintosh a mozgalom pionírja volt, tervei távol estek a modernizmus utilitariánizmusától. Az emberek szükségleteit tartotta szem előtt tervezéskor: az embereket nem tömegként kezelte, hanem individuumokként, akik nem gépek, hanem műalkotások közt szeretnének élni. Az inspirációt skót neveltetéséből merítette, és az Art Nouveauban, a japán egyszerűségben virágoztatta ki. 
Stílusára az egyenes vonalak - éles szögek és a virágdekorációk szubtilis íveinek ellentétére épít. Jelentős tervezése még a Queens Cross Church (Maryhill, Glasgow), a művészeti iskolában töltött évek alatt. Ezt tartják legtitokzatosabb projektjének. Az egyetlen templom, mely kezei alatt épült. Ma a Mackintosh Társaság központja. Hasonlóan kortársához, Frank Lloyd Wrighthoz ő is gyakran adott kiterjedt leírást a részletekre, dekorációra és a berendezésre vonatkozóan. Ezek nagy részét 
felesége, Margaret Macdonald tervezte. Munkáit bemutatták az 1900-as Bécsi Világkiállításon, valamint Budapesten, Münchenben, Drezdában, Velencében és Moszkvában is.
Mackintosh építészeti karrierje rövidnek mondható ugyan, de jelentős minőségében és hatásában. Különösen Ausztriában és Németországban kedvelték. Minden nagyobb munkája az 1896-1906 között készült. Magánlakásokat, kereskedelmi épületeket, és belső renovációkat tervezett. 
- korábbi Daily Record irodák, Glasgow
- korábbi Glasgow Herald irodák a Mitchell Street-en,
- Derngate 78, Northampton (belsőépítészet)
- The Drive 5, Nortampton
- Glasgow School of Art épülete 1897-1909

## Tervei
Mérsékelten közkedvelt volt szülőhelyén, Skóciában, ambiciózus terveinek nagy része mégsem készült el. Az 1901-es Glasgowi 
Nemzetközi Kiállításra szánt tervek nem valósultak meg, ahogy a "Műkedvelők Háza" sem. Indult a Liverpool katedrális pályázatán, de alulmaradt Giles Gilbert Scott-tal szemben. A műkedvelők háza halála után, 1989-1996 között készült el.